# Clambus minutus
Clambus minutus is een keversoort uit de familie oprolkogeltjes (Clambidae). De wetenschappelijke naam van de soort werd in 1807 gepubliceerd door Sturm.